# Třída Braunschweig (K130)
Třída Braunschweig (K130) je třída korvet stavěných pro německé námořnictvo konsorciem Arge K130. Třída je náhradou raketových člunů tříd Albatros a Gepard, které již nejsou schopny plnit požadavky na ně kladené. Jejich hlavním úkolem je pobřežní boj (littoral warfare) a nasazení v rámci mezinárodních sil. Celkem bylo objednáno 10 korvet této třídy. V letech 2008–2013 bylo do služby přijato pět lodí první série. V roce 2016 bylo objednáno dalších pět korvet, které mají být dodány do roku 2025.

## Stavba

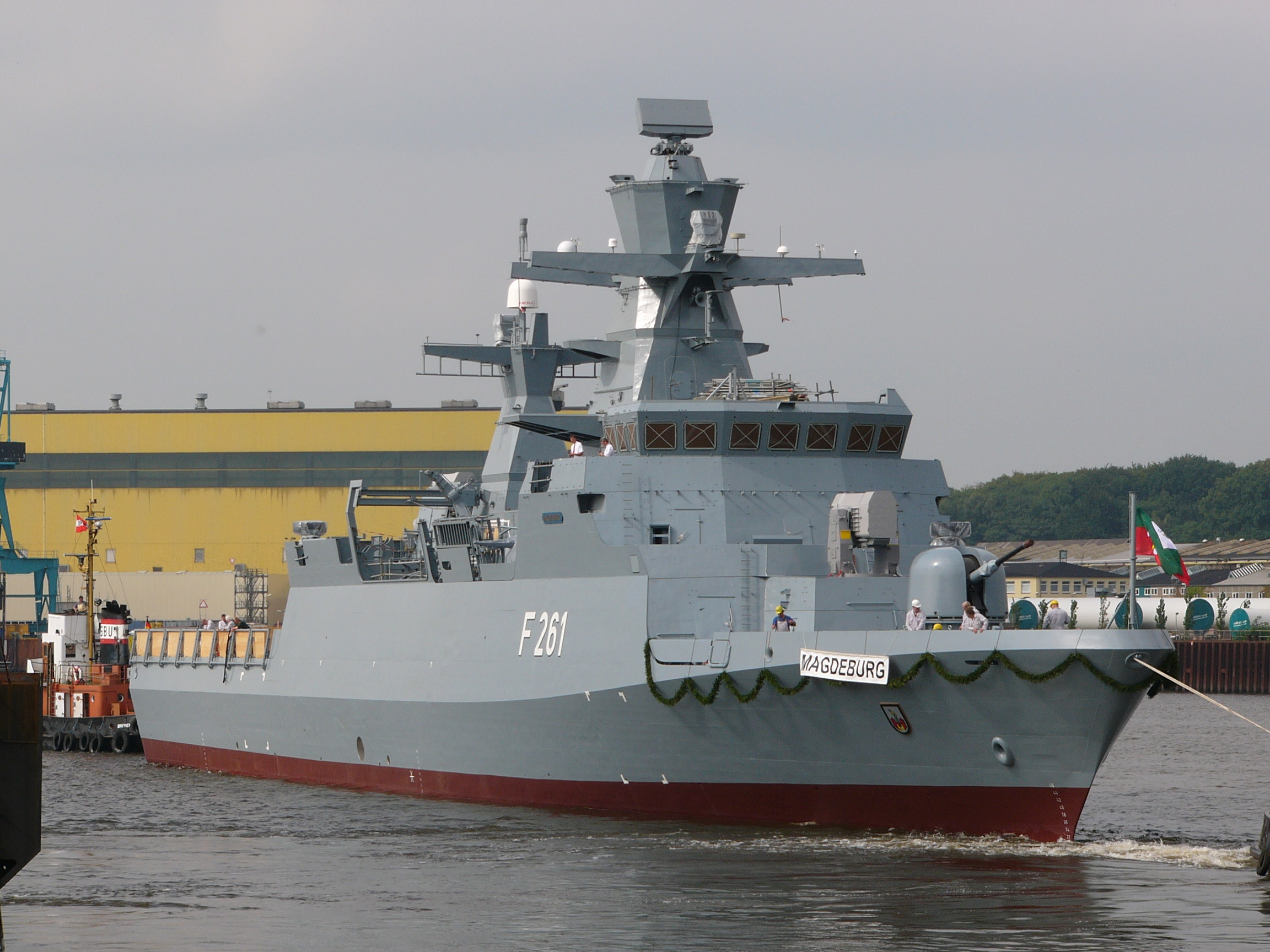
Magdeburg (F261) během stavby

Kontrakt na dodání pětice korvet byl podepsán 13. prosince 2001. Korvety postavilo konsorcium ARGE K130, skládající se z firem ThyssenKrupp Marine Systems, Blohm + Voss (Hamburk), Nordseewerke (Emden) a Lürssen Werft (Brémy). Stavba první jednotky začala na sklonku roku 2003. Braunschweig a Magdeburg vstoupily do služby v roce 2008. Oldenburg byl zařazen v lednu 2013, Erfurt v únoru 2013, přičemž korveta Ludwigshafen am Rhein do služby vstoupila v březnu 2013.
Dne 11. listopadu 2016 byla potvrzena objednávka v hodnotě 1,5 miliardy Euro na stavbu druhé skupiny pěti korvet této třídy. Původně měla druhá série odpovídat první pětici, což mělo urychlit jejich stavbu. Německo totiž plavidla potřebovalo získat co nejdříve, aby mohlo od roku 2018 v rámci NATO nasadit čtyři korvety (při stávajícím stavu pěti plavidel jich dává k dispozici polovinu). Kontrakt ve výši 2 miliardy euro na stavbu druhé pětice byl konsorciu ARGE K130 zadán 12. září 2017.
Slavnostní řezání oceli na první jednotku druhé série Köln proběhlo 7. února 2019 v loděnici Lürssen. Oproti předpokladům program nabral určité zpoždění, které ale umožnilo zapracovat některá vylepšení konstrukce, například výkonnější radar TRS-4D a novější optotronický systém Mirador Mk.2. Dodání plavidel druhé série je plánováno na roky 2022–2026.
Jednotky třídy Braunschweig:
| Jméno                        | Skupina | Založení kýlu     | Spuštěna         | Vstup do služby | Status    |
| ---------------------------- | ------- | ----------------- | ---------------- | --------------- | --------- |
| Braunschweig (F260)          | Batch 1 | 3. prosince 2004  | 19. dubna 2006   | 16. dubna 2008  | aktivní   |
| Magdeburg (F261)             | Batch 1 | 19. května 2005   | 6. září 2006     | 22. září 2008   | aktivní   |
| Oldenburg (F262)             | Batch 1 | 22. září 2005     | 29. března 2007  | 28. února 2013  | aktivní   |
| Erfurt (F263)                | Batch 1 | 19. ledna 2006    | 28. června 2007  | 21. leden 2013  | aktivní   |
| Ludwigshafen am Rhein (F264) | Batch 1 | 14. dubna 2006    | 26. září 2007    | 21. března 2013 | aktivní   |
| Köln (F265)                  | Batch 2 | 25. dubna 2019    | 16. října 2020   | 2023 (plán)     | ve stavbě |
| Emden (F266)                 | Batch 2 | 30. ledna 2020    | 31. října 2021   |                 | ve stavbě |
| Karlsruhe (F267)             | Batch 2 | 6. října 2020     | 3. července 2022 |                 | ve stavbě |
| Augsburg (F268)              | Batch 2 | 13. července 2021 | 2022             |                 | ve stavbě |
| Lübeck (F269)                | Batch 2 | 15. března 2022   | 2023             |                 | ve stavbě |

## Konstrukce

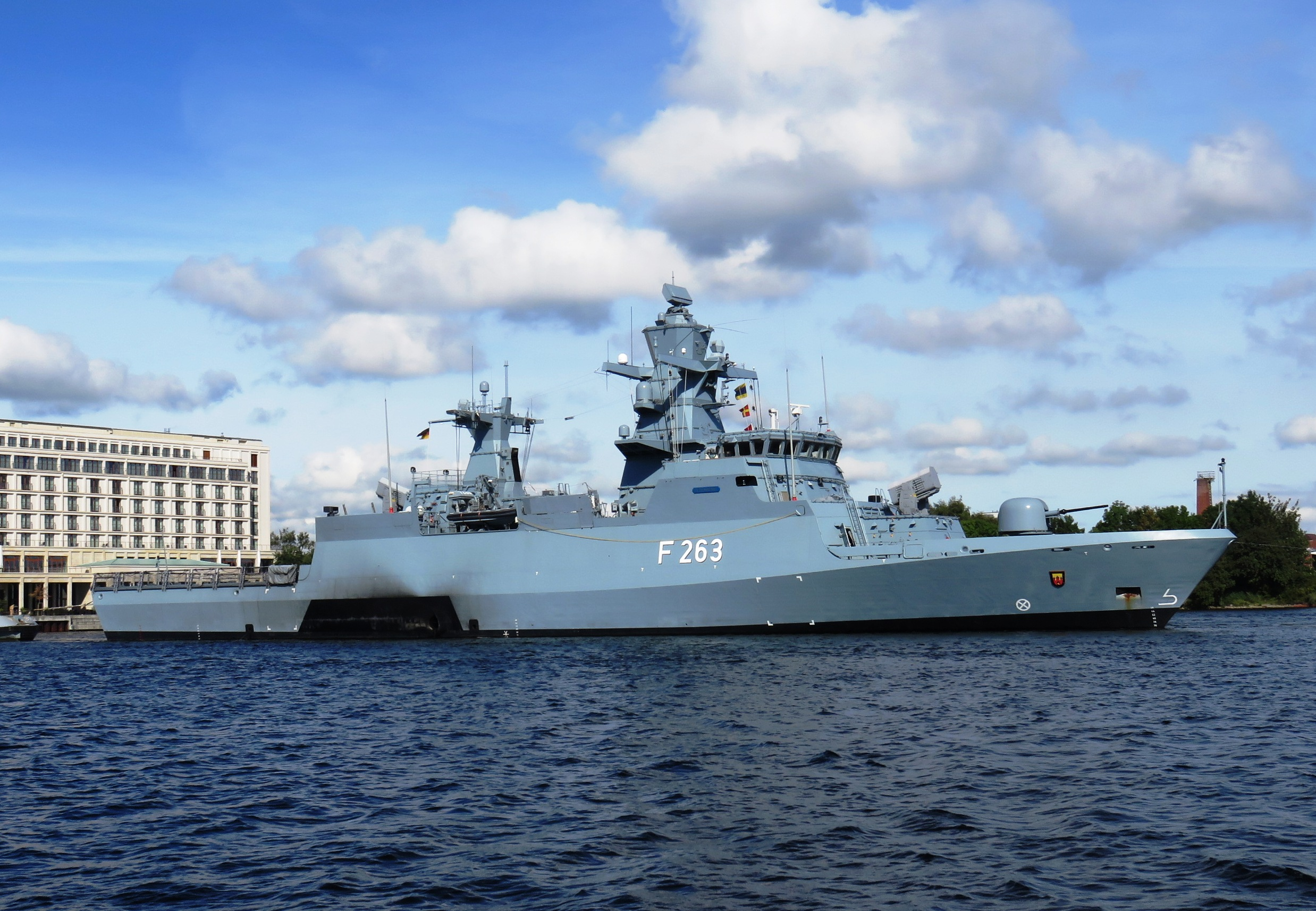
Oldenburg (F262)

Konstrukce lodí je variantou série MEKO A-100 z rodiny válečných lodí společnosti Blohm + Voss. V designu lodí jsou použity prvky stealth. Využity byly též některé prvky převzaté z fregat třídy Sachsen. V dělové věži na přídi je umístěn 76mm kanón OTO Melara. Protilodní výzbroj tvoří dvě dvojitá odpalovací zařízení řízených střel RBS-15 Mk.3. Obranu proti protilodním střelám zajišťují dva systémy RIM-116 Rolling Airframe Missile, přičemž každý z nich nese 21 řízených střel. Výzbroj dále doplňují dva 27mm kanóny Mauser MLG 27. Všechny korvety jsou vybaveny zařízením pro kladení min a hangárem. Může z nich operovat jeden vrtulník.
Pohon tvoří dva diesely MTU 20V 1163 TB93, každý o výkonu 10 060 hp, pohánějí dva lodní šrouby. Nejvyšší rychlost přesahuje 26 uzlů. Dosah při plavbě ekonomickou rychlostí je 2500 nám. mil.

## Služba
V říjnu 2024 byla korveta Ludwigshafen am Rhein (F264) nasazena u pobřeží Libanonu v rámci mírové mise UNIFIL. Sestřelila přitom blíže neurčená dron.